# Tricalysia schliebenii
Tricalysia schliebenii är en måreväxtart som beskrevs av Elmar Robbrecht. Tricalysia schliebenii ingår i släktet Tricalysia och familjen måreväxter. IUCN kategoriserar arten globalt som sårbar. Inga underarter finns listade i Catalogue of Life.